# Gyldensåsten

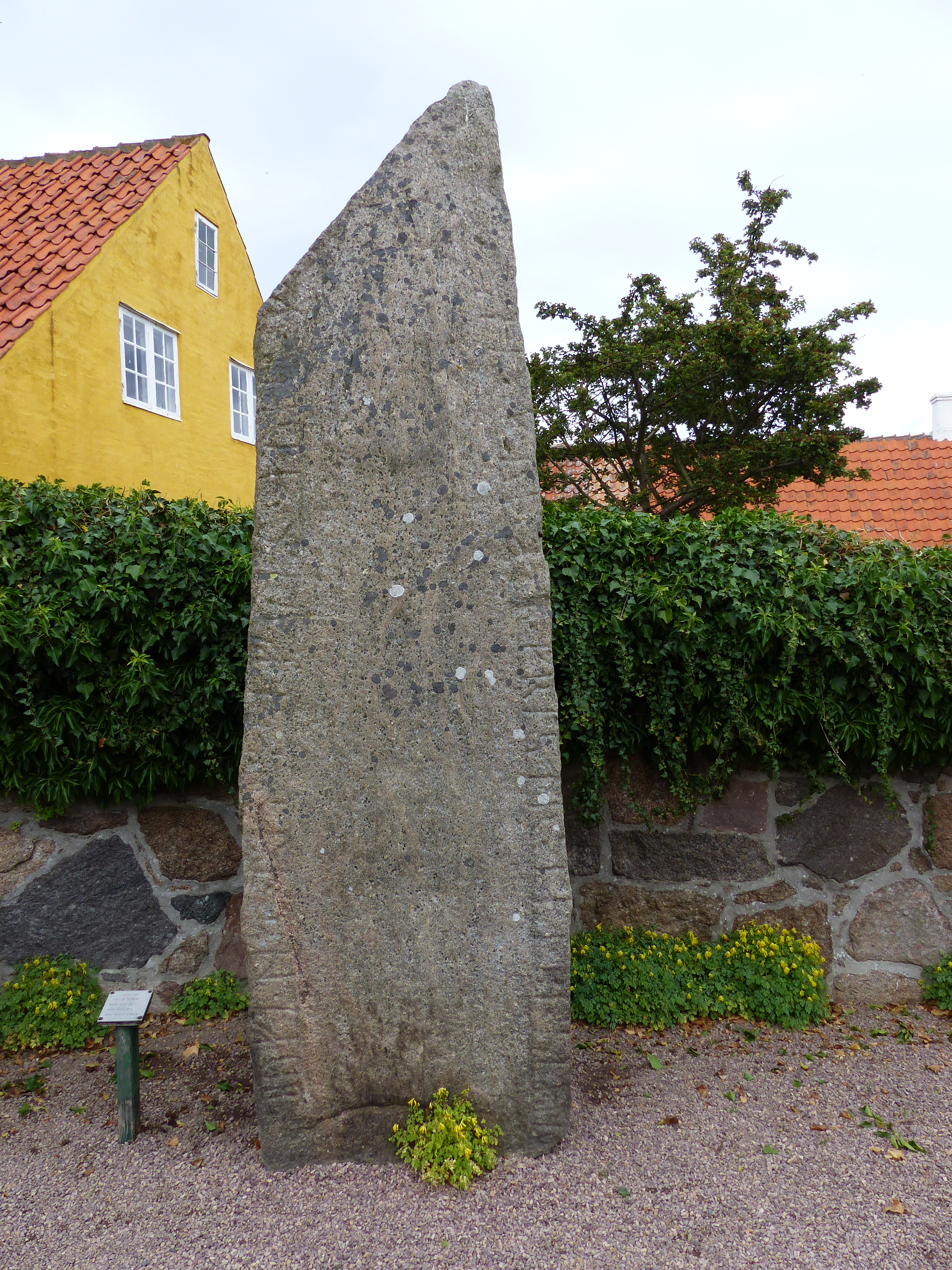
Gyldensåsten

Der Gyldensåsten (auch DK Bh 51, DR 390 oder Østermarie 1 genannt) ist einer von etwa 40 Runensteinen auf der dänischen Insel Bornholm und einer von sechs, die bei Østermarie gefunden wurden. Er steht an der Kirche von Svaneke.

## Fundgeschichte

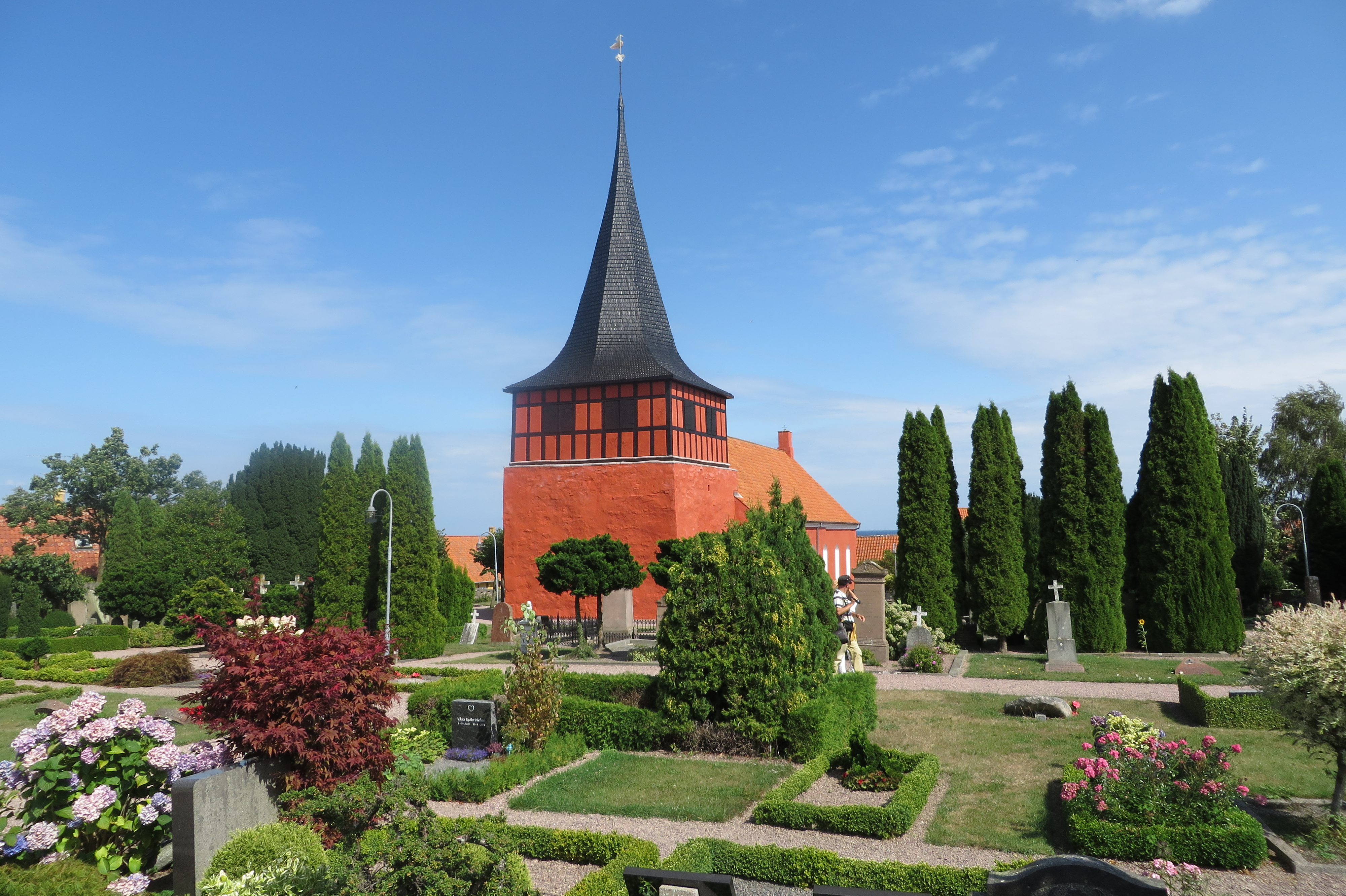
Kirche von Svaneke

Im Jahr 1624 beschrieb der Pfarrer der Østermarie Kirke den Stein als Clapper bridge über den Bach Gyldensåen mit der Schrift nach unten. Ole Worm (1588–1654) gab an, dass die Brücke in der Nähe des Hofes Gyldensgård lag und der Stein von einem nahe gelegenen Hügel stammte. Der 1819 wiederentdeckte Stein wurde, nachdem er 1840 in eine neue Brücke über den Fluss eingebaut worden war, im Jahre 1852 auf den Friedhof in Svaneke, später in die Kirche von Svaneke verbracht. Heute steht er auf dem Friedhof nördlich der Kirche. Er ist so tief eingegraben worden, dass die unteren vier bis fünf Runen verdeckt sind. Eine Kopie des Steins wurde 1945 bei dem vermuteten Fundplatz auf dem Parkplatz in der Nähe des großen Grabhügels westlich der Gyldenså aufgestellt.

## Beschreibung
Der Stein aus blaugrauem Granit mit verstreuten roten Einschlüssen hat eine Höhe von etwa 3,0 m, eine Breite von 83 cm und eine Dicke von 32 cm. Die links unten beginnende Inschrift aus randständigen, 8,5 bis 12 cm hohen Runen lautet: Bofi let resa æftiR Økel/Øþkel, faþur sin goþan. Kristr hialpi sialu, übersetzt: „Bove ließ den Stein für seinen guten Vater Økil ritzen. Christus helfe seiner Seele.“
In der Nähe liegt das Ganggrab Hallebrøndshøj und stehen fünf weitere Runensteine.